# Bisaltes strandi
Bisaltes strandi es una especie de escarabajo longicornio del género Bisaltes, subfamilia Lamiinae. Fue descrita científicamente por Breuning en 1940.
Se distribuye por Argentina. Posee una longitud corporal de 10,5 milímetros. El período de vuelo de esta especie ocurre en el mes de febrero.